# Resignation (Friedrich Schiller)
Resignation ist ein Gedicht von Friedrich Schiller. Er veröffentlichte es im Jahr 1786 in der Zeitschrift Thalia. Eine um zwei Strophen gekürzte Fassung ist im Band 1 seiner Gedichte von 1800 enthalten. Das als „Eine Phantasie“ bezeichnete Werk schildert das Streitgespräch der Seele einer Verstorbenen  mit der Ewigkeit. Darin fordert die Seele von der Ewigkeit eine Gegenleistung für die Entbehrungen, die sie zu Lebzeiten getragen hat,
bekommt aber nur zur Antwort, wer für den Glauben auf weltlichen Genuss verzichtet habe, müsse auch in Ewigkeit bei dieser Entscheidung bleiben: Was man von der Minute ausgeschlagen, gibt keine Ewigkeit zurück.

## Inhalt des Gedichtes
Das Gedicht beginnt mit der Rede der Seele, die zunächst ihre Situation am Übergang (auf der Schauerbrücke) zur Ewigkeit schildert und diese als Vergelterin anspricht, mit der sie Rechnung halten will. Sie zählt auf, was sie zu Lebzeiten
dem Götterkind Wahrheit geopfert hat: der Jugend Freuden und das geliebte Weib. Dann zitiert sie, gewissermaßen in Vorwegnahme der 
abschlägigen Antwort, die Argumente, mit denen die hohnlächelnde Welt schon zu ihren Lebzeiten diese Opfer abgelehnt hat: Die Schuldverschreibung lautet an die Toten und Götter seien nur ein Schein, der verfallen wird, und Ewigkeit und Unsterblichkeit ein 
Fieberwahn, der aus der eigenen Gewissensangst entsteht, weil noch kein Leichnam aus der Gruft gestiegen sei, um sie zu bezeugen.
Weil die Seele aber davon unerschrocken auf den Götterschwur vertraut hat, fordert sie abschließend ihren Lohn von der Vergelterin.
Die Antwort an die Seele gibt ein unsichtbarer Genius, indem er die Hoffnung auf solchen ewigen Lohn gleichberechtigt neben den Genuss stellt, den man zu Lebzeiten haben kann, und erklärt, dass sich beide gegenseitig ausschließen: Wer dieser Blumen eine brach, begehre die andre Schwester nicht. Dabei umfasst die Hoffnung (und der im selben Atemzug genannte Glaube) keine Erfüllung im Jenseits, vielmehr ist sie für sich alleine eine Alternative zum Genuss im Leben. Der antwortende Genius gibt keinem von beiden den Vorzug.

## Stellung im theologischen Diskurs
Der als Titel gewählte Begriff „Resignation“ gelangte durch den Hallischen Pietismus und dessen Übersetzertätigkeit in die deutsche Bildungssprache. Alexander Gottlieb Baumgarten, dessen Ethica Immanuel Kant seinen moralphilosophischen Vorlesungen zugrunde legte, fügte den Begriff der philosophischen Ethik ein.
Das Begriffspaar Hoffnung und Genuss stammt aus dem Spinoza-Streit des 18. Jahrhunderts, wobei „Genuss“ auf die atheistisch-materialistische Position des Epikureismus verweist. Diese Position wurde damals dem christlichen Weltbild (Stichwort „Hoffnung“) gegenübergestellt und veranlasste christliche Gegner dieser Position zum Motto Hoffnung versus Vergnügen, dem auch die Seele im Gedicht anhängt. Es wird vom antwortenden Genius umgewandelt in das Motto Hoffnung und Genuss, das die gegensätzlichen Alternativen des Spinoza-Streits im Sinne der Toleranz versöhnen will, dabei aber Immanenz voraussetzt, weil beide Alternativen aufs Diesseits beschränkt werden und es kein zweites Leben im Jenseits gibt.
Diese Toleranz hat ihr Vorbild in der mutmaßlichen Gleichsetzung aller theistischen Religionen in Lessings Ringparabel, geht aber über diese hinaus, weil hier die religiöse Jenseitshoffnung mit dem atheistischen Genuss des Diesseits gleichgesetzt wird.   
Das Gedicht wurde in der zweiten Ausgabe der Zeitschrift Thalia veröffentlicht, die neben der optimistischen Ode An die Freude auch die ähnlich pessimistische Freigeisterei der Leidenschaft (unmittelbar vor der Resignation) enthielt. 
Um die provokative Wirkung der beiden letzten Gedichte abzumildern, fügte Schiller (auf Wunsch des Zensors) eine Fußnote ein, nach der die „Aufwallung der Leidenschaft nicht [als] ein philosophisches Sistem“ oder „das Glaubensbekenntniß des Dichters“ zu verstehen sei.
Allerdings ist diese Erklärung gerade auf die Resignation nicht anwendbar, denn statt einer „Aufwallung der Leidenschaft“ herrscht darin der nüchterne Ton eines Plädoyers wie bei einer Gerichtsverhandlung, und der Schlusssatz hat den Charakter eines Gerichtsurteils und ist damit verbindlicher als ein philosophisches oder Glaubenssystem.

## Bedeutungen von „Resignation“
Obwohl der Titel „Resignation“ im Gedicht selbst nicht mehr vorkommt, schwangen bei den zeitgenössischen Lesern zwei Bedeutungen dieses Wortes immer mit:
- Resignation im kirchenrechtlichen Sinn bezeichnet die Aufgabe einer Pfarrei oder einer Pfründe
- Resignation im theologischen bzw. mystischen Sinn bezeichnet die Selbstaufgabe und Ergebung in den göttlichen Willen (als spätmittelalterliche Übersetzung des mittelhochdeutschen gelatenheit, gelassenheit).[1]

Die Seele im Gedicht redet von der theologischen Resignation, die sie geübt hat, und für die sie nun eine Gegenleistung fordert.
In dieser Rede, die Schiller der Seele und damit auch seinen frommen Zeitgenossen in den Mund legt, offenbart sich die Entsagung zu Lebzeiten als eine Seite eines Handels, dessen andere Seite
die Entlohnung in der Ewigkeit ist, der also einen Tausch diesseitiger gegen jenseitige Güter bedeutet und der letztlich der egoistischen Seele zum Vorteil dienen soll. Dem stellt Schiller die (kirchen)rechtliche Resignation ohne Gegenleistung gegenüber, und das Urteil seines Gedichts lautet, dass die theologische Resignation in Wahrheit ebenso wie die rechtliche keine Gegenleistung nach sich zieht.
Diese Entlarvung der Frömmigkeit als egoistisches Handeln ist ein Ergebnis der Psychologie zur Zeit der Spätaufklärung, z. B. der Religionspsychologie von David Hume (The Natural History of Religion, 1757).